# Cannabis en Malta

Legalidad del cannabis en Europa
Legal para uso recreativo
Legal para uso medicinal
Ilegal

El cannabis en Malta es, dentro de ciertos límites, legal para su cultivo, consumo y posesión por parte de adultos. En 2018, el Parlamento de Malta legalizó el cannabis medicinal, y el 14 de diciembre de 2021, el cannabis recreativo para posesión y uso personal para mayores de 18 años, convirtiéndose en el primer país de la Unión Europea en hacerlo.

## Historia
En 2014, los medios de comunicación alertaron de que estaban apareciendo plantas de cannabis en rotondas y zonas centrales de la isla de Gozo y en Żebbuġ.
En abril de 2015 entraron en vigor nuevas políticas para despenalizar parcialmente el cannabis en Malta: La posesión simple siguió siendo un delito que podía dar lugar a arresto, pero se despenalizó la posesión de una cantidad mínima de drogas (3,5 g; ⅛ oz) para consumo personal. Los infractores primerizos recibían multas de entre 50 y 100 euros en caso de posesión de cannabis y los reincidentes comparecían ante una «Junta de Rehabilitación de Delincuentes de Drogas», que establecerá las condiciones para la rehabilitación. El incumplimiento de las condiciones equivaldría a un delito penal. El Tribunal de Magistrados, en casos que no impliquen el uso de armas o violencia, podría actuar como un Tribunal de Drogas y remitir al acusado para su tratamiento a la junta de rehabilitación.
El uso con receta del medicamento Sativex fue aprobado en 2015. Sin embargo, hasta julio de 2017, el medicamento no fue recetado a ningún paciente.
En marzo de 2018, el presidente maltés firmó una ley que aprobaba el cannabis medicinal con receta médica, aunque la legislación no detallaba qué condiciones específicas justificarían el uso de cannabis.
El 18 de febrero de 2021, el primer ministro Robert Abela anunció sus planes para introducir una ley que legalizaría la posesión de una pequeña cantidad de cannabis y plantas para uso personal.
El 14 de diciembre de 2021 se legalizó el cultivo y el consumo recreativo de cannabis para mayores de 18 años. En Malta, ahora es legal llevar hasta 7 g (¼ oz) de cannabis, cada hogar puede cultivar hasta 4 plantas y hasta 50 g (1¾ oz) de cannabis seco y almacenado. También es legal establecer asociaciones de cannabis, conocidas como Cannabis Social Clubs, que pueden cultivar cannabis para distribuir entre los miembros, hasta un máximo de 7 g (¼ oz) por día y 50 g (1¾ oz) por mes. Las organizaciones sin fines de lucro también pueden cultivar cannabis en Malta para venderlo a un máximo de 500 miembros en el país, pero no se les permite hacerlo cerca de escuelas o clubes juveniles. Sigue estando prohibido fumar en espacios públicos.  La posesión de hasta 28 gramos (1 oz) puede resultar en una multa de entre 50 € y un máximo de 100 €, pero sin dar lugar a antecedentes penales.
La ley entró en vigor con la firma del presidente George Vella el 18 de diciembre de 2021. La Autoridad para el Uso Responsable del Cannabis, un nuevo organismo público en Malta, supervisa la nueva ley sobre el cannabis legal.